# Yuniesky Quezada
Yuniesky Quezada Pérez (Santa Clara, 31 luglio 1984) è uno scacchista cubano, Grande maestro.
È diventato Maestro Internazionale nel 2003 e Grande maestro nel 2005. Ha vinto il Campionato cubano di scacchi nel 2008 e nel 2011 .
Ha raggiunto il massimo rating FIDE nel luglio 2014, con 2655 punti Elo, numero 96 al mondo e terzo tra i giocatori cubani dietro Leinier Domínguez e Lázaro Bruzón.
Con la nazionale cubana ha giocato 7 Olimpiadi degli scacchi dal 2004 al 2016, ottenendo 26 vittorie 27 patte e 13 sconfitte .

## Principali risultati
Nel giugno 2014 vince con 7 punti su 9, a pari merito con Lázaro Bruzón, il 7º Torneo Internazionale di New York.
Nell'ottobre 2017 vince la Spice Cup con 6,5 punti a pari merito con Lázaro Bruzón e Dariusz Świercz.
Nel gennaio 2018 vince a Estero (Florida) il 4º Gulf Coast New Year's Open .